# Cicindela columbica
Cicindela columbica је инсект из реда тврдокрилаца (Coleoptera), породице трчуљака (Carabidae) и потпородице бубе пешчарке (Cicindelinae).

## Распрострањење
Ареал врсте је ограничен на једну државу. Сједињене Америчке Државе су једино познато природно станиште врсте.

## Угроженост
Ова врста се сматра рањивом у погледу угрожености врсте од изумирања.